# Zsuzsanna és a vének

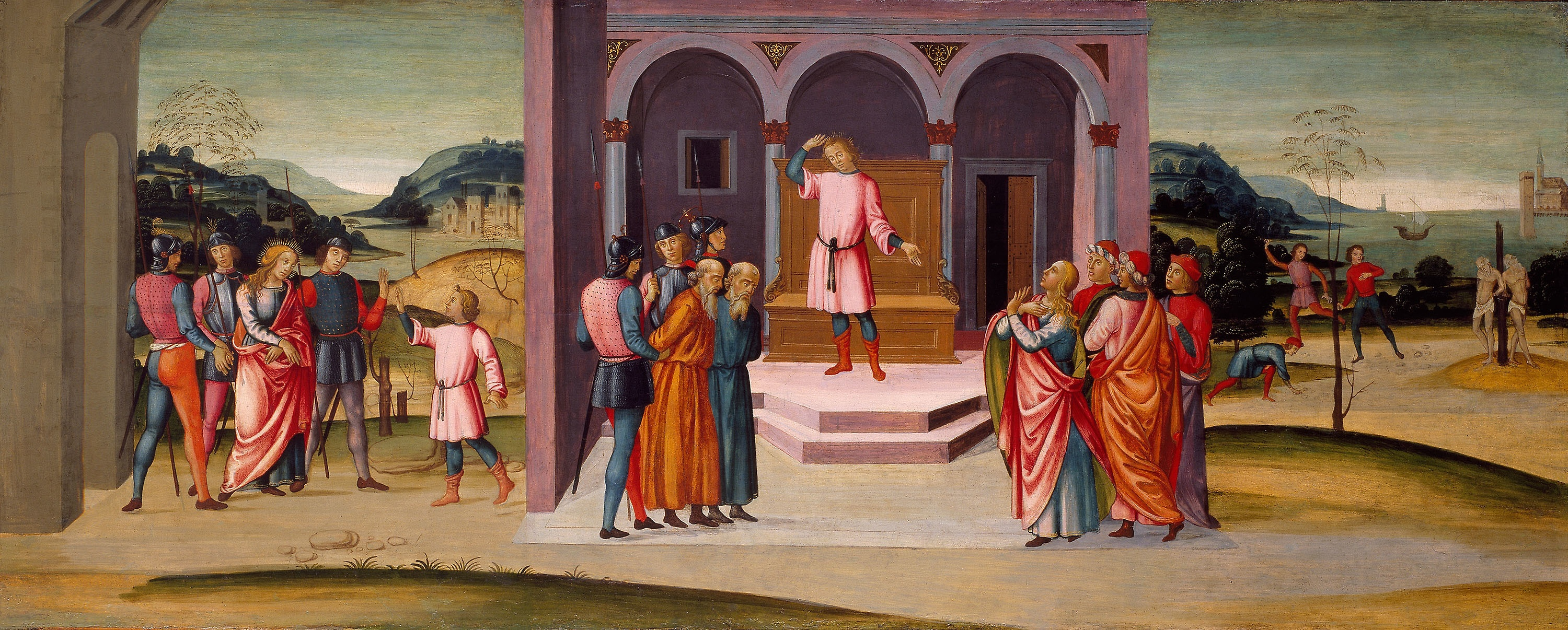
Zsuzsanna és a vének története

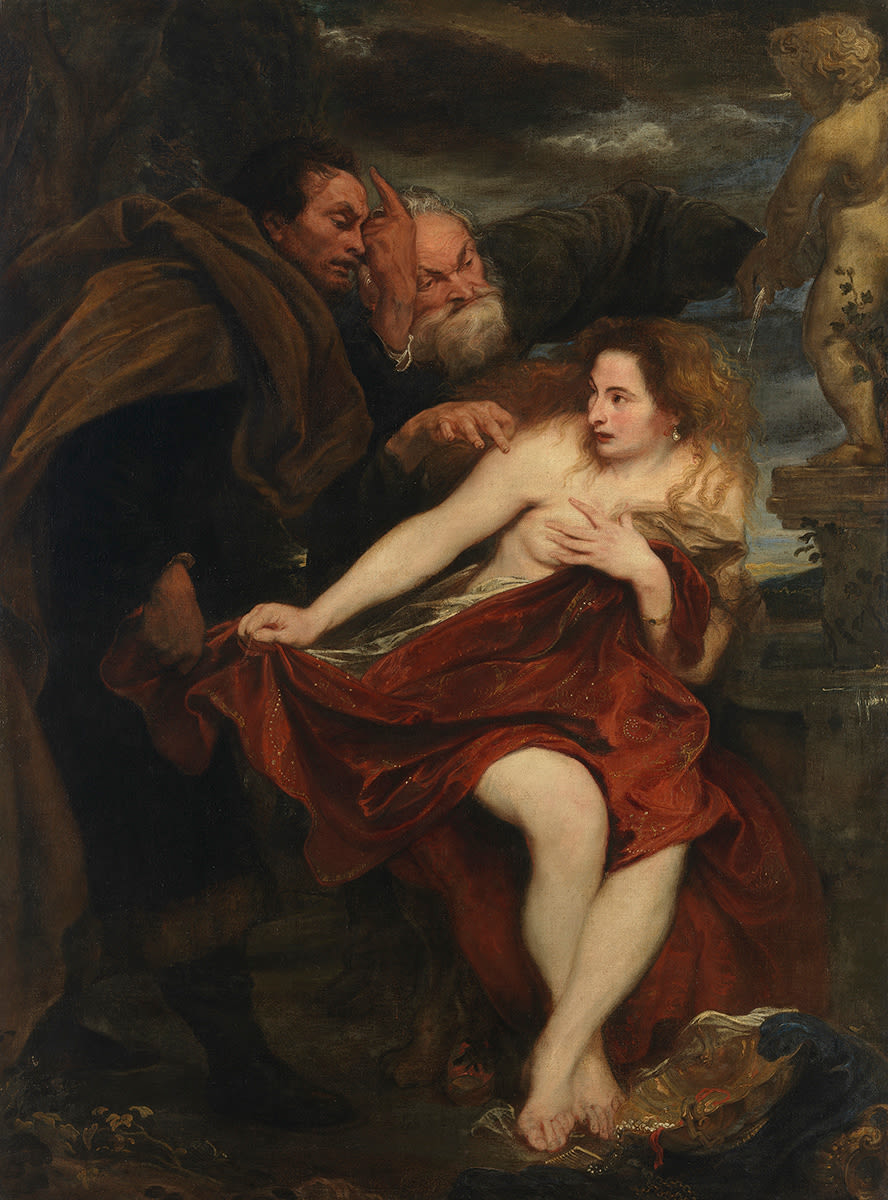
Anthony van Dyck: A fürdőző Zsuzsanna

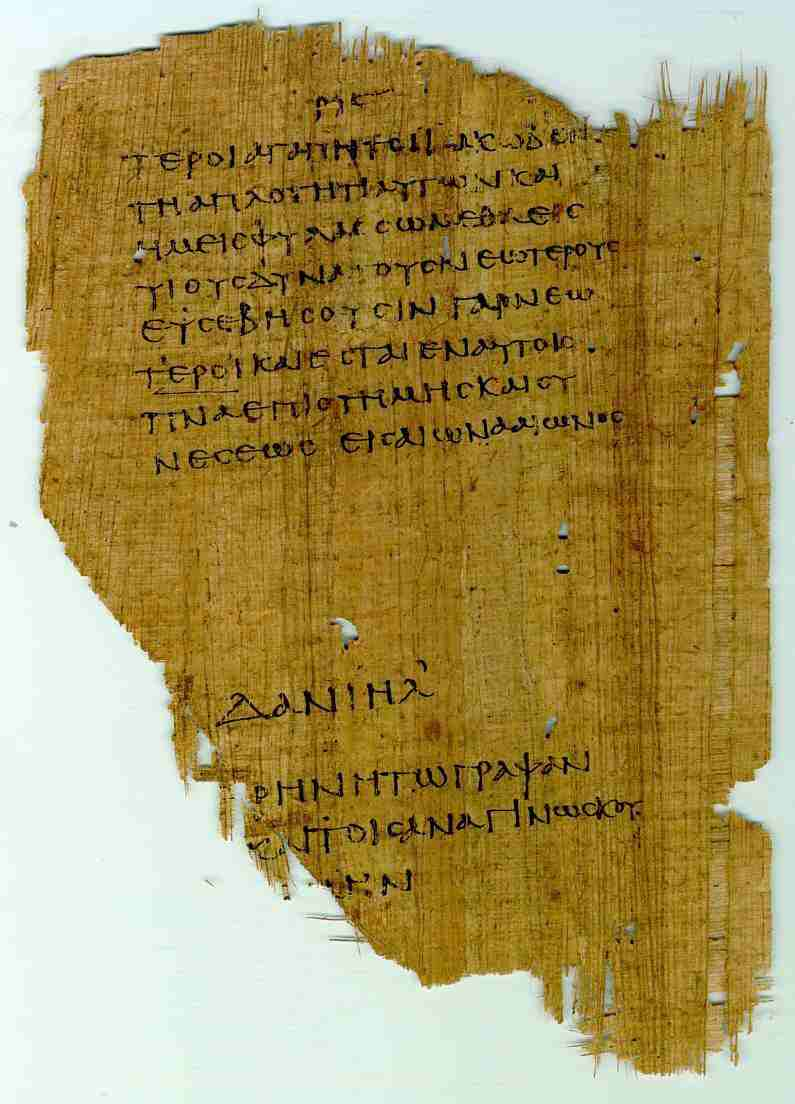
Zsuzsanna történetének egy részlete egy 200 körül keletkezett papiruszon (Papyrus 967)

A Zsuzsanna és a vének bibliai történet, amely az Ószövetségben és a görög Dániel könyvében szerepel, ami miatt a protestáns Szentírásban nem.

## Története
Zsuzsanna egy Joakim nevű befolyásos zsidó felesége volt Babilonban, apját Hilkijának hívták. Zsuzsanna szépséges zsidó asszony volt, de ugyanakkor erkölcsös és istenfélő is. Abban az időben két módfelett korrupt bíró működött a zsidó igazságszolgáltatásban. Joakim házában tartották a ítélkezéseket, de a két vén Zsuzsanna miatt is járt oda, bár titkolták aljas vágyukat. Egyik nap épp ebédre tértek haza, de aztán külön-külön újból elsettenkedtek Joakim házához, ahol végül összefutottak. Mivel mindketten gerjedelmet éreztek az asszony iránt, azt megvallották egymásnak, s elhatározták, hogy egy alkalmas pillanatban lecsapnak reá, és ha kell, erővel szeretkezésre bírják. Ekkor ez a nap is eljött. Szörnyű hőség volt, ezért Zsuzsanna úgy döntött, megfürdik a gyümölcsöskertben, ahol elrejtőztek a vének is. Zsuzsanna elküldte szolgálóit, hogy olajat és kenőcsöt hozzanak neki, az ajtókat pedig bezáratta. Ekkor a vének fogták magukat, és odafutottak hozzá. Egyenesen elmondták szándékukat, és mivel a kertajtók zárva voltak, nem láthatta volna meg őket senki. De ugyanakkor megfenyegették, ha nem hajlandó átadni nekik bájait, hamisan tanúskodni fognak ellene, hogy egy fiatal fiúval házasságot tört itt. Zsuzsanna nem állt kötélnek, tudván, hogy amit tenne, halállal büntetendő bűn, s segítségért kiáltott, de a vének éppúgy segítségért kiáltoztak, mintha valakit el akarnának fogni. A szolgák berohantak, és a vének nyomban rágalmazni kezdték a nőt. A szolgák elszégyellték magukat, hogy miket beszélnek úrnőjükről. Zsuzsannát őrizetbe vették, de még előtte a vének ráparancsoltak a szolgákra, hogy megalázásképp vegyék le fátylát, mivel ui. akkoriban az asszonyok arca el volt fátyolozva, s rendkívül sokat jelentett a férfiak számára, ha női arcot láthattak.
A vének hamisan tanúskodtak Zsuzsanna ellen, miszerint ők tanúi voltak annak séta közben, hogy Zsuzsanna két szolgálóval bezáratta az ajtókat, a szolgákat elküldte, és bájait átadta egy fiatal fiúnak, aki elrejtőzött a gyümölcsösben. Ők tetten érték őket, és próbálták az ifjút is elfogni, aki azonban kereket oldott. Az akkori zsidó törvények azt mondták ki, ha legalább két ember ugyanazt állítja, az már elegendő bizonyíték. Zsuzsannát ezért halálra ítélték, de ő Istenhez fohászkodott, kérve őt, hogy igazolja ártatlanságát.
Isten elküldte ezért Dániel prófétát, aki akkor még fiatal volt. Dániel úgy állt ki mint teljesen független bíró. Megfeddte a zsidókat, hogy nem tartottak alaposabb vizsgálatot, és csak úgy hallgattak a két vénre. Ezért utasítást adott arra, hogy a két bírót válasszák szét, hogy külön hallgassa ki őket. Dániel az elsőnek a kihallgatásánál felfedte először is annak korruptságát, mert sok ártatlant ítélt el, a bűnösöknek pedig pénzert kedvezett. Ráparancsolt, hogy mutassa meg, a kertnek melyik részén érték tetten Zsuzsannát. A vén mást nem tehetett, egy mézgafát jelölt meg a tett helyszínéül. Dániel erre közölte vele, hogy a saját feje ellen hazudott. Aztán a másik vén aljasságait is felfedte, akinek valódi származására is rávilágított, ugyanis az illető nem héber, hanem kánaáni ősökkel bírt. Már máskor is kéjsóvár volt, és társával nem egy izraelita lányt kényszerített arra, hogy velük szeretkezzen, viszont a Júda törzséből való Zsuzsanna megmutatta, hogy nem fog engedni a gonoszságának. Felszólította őt is, hogy adja meg a tett pontos helyét, de ő egészen más helyet, egy tölgy környékét jelölte meg Zsuzsanna és az ifjú szeretkezése színhelyéül. Ezeket az ellentétes vallomásokat tanúk előtt tették, így mindenki láthatta az igazságot. Zsuzsanna rokonai és férje számára nagy volt az öröm, hogy megmenekült, a két vént pedig a mózesi törvények értelmében halálra ítélték őket hamis tanúzásért és házasságtörés szándékáért.

### Ábrázolások
- Marnix Gijsen: A babiloni Jóákim, regény, Magvető Kiadó, 1986 (1947)
- Louis Dorigny (1654-1742): Zsuzsanna ártatlanságát bizonyítja Dániel Archiválva 2004. augusztus 23-i dátummal a Wayback Machine-ben Verona, Palazzo del Comune, Capella dei Notai
- Stekly Zsuzsa: Zsuzsanna és a vének (rekeszes tűzzománc, 40x25 cm, 2003)